# ماثيو إليوت (لاعب دوري الرغبي)
ماثيو إليوت (بالإنجليزية: Matthew Elliott)‏ هو لاعب دوري الرغبي نيوزيلندي، ولد في 8 ديسمبر 1964 في Thursday Island ‏ في أستراليا.